# Veldleeuwerik
De veldleeuwerik (Alauda arvensis) is een zangvogel uit de familie van leeuweriken (Alaudidae). Kenmerkend is dat hij al zingend naar grote hoogte stijgt, daar enige momenten zingend rondvliegt om vervolgens in stilte te dalen. De vogel bakent zo zijn territorium af.

## Kenmerken
Een volwassen veldleeuwerik heeft een formaat tussen 18-19 cm, de lengte zit tussen die van een huismus en een spreeuw. De vogel heeft een korte kuif, die hij plat kan leggen. In tegenstelling tot die van de kuifleeuwerik zit deze meer achteraan en is ze korter. Bij de juveniel is de kuif minder ontwikkeld, en is de schubtekening op de veren opvallend. De vogel heeft een puntige, forse snavel en een bruingeel verenkleed. In vlucht zijn twee witte banden aan de buitenste zijde van de staartpen te zien. Onderaan de vleugels is er een witte band.

## Leefwijze
Het voedsel bestaat uit zaden, klaverbladeren, rupsen, larven, regenwormen en kevers.

## Voortplanting
Het legsel bestaat meestal uit drie tot zes lichtgele, lichtgroene, lichtbruine of lichtgrijze eieren met paarsgrijze ondervlekken met grijze en bruine vlekken.

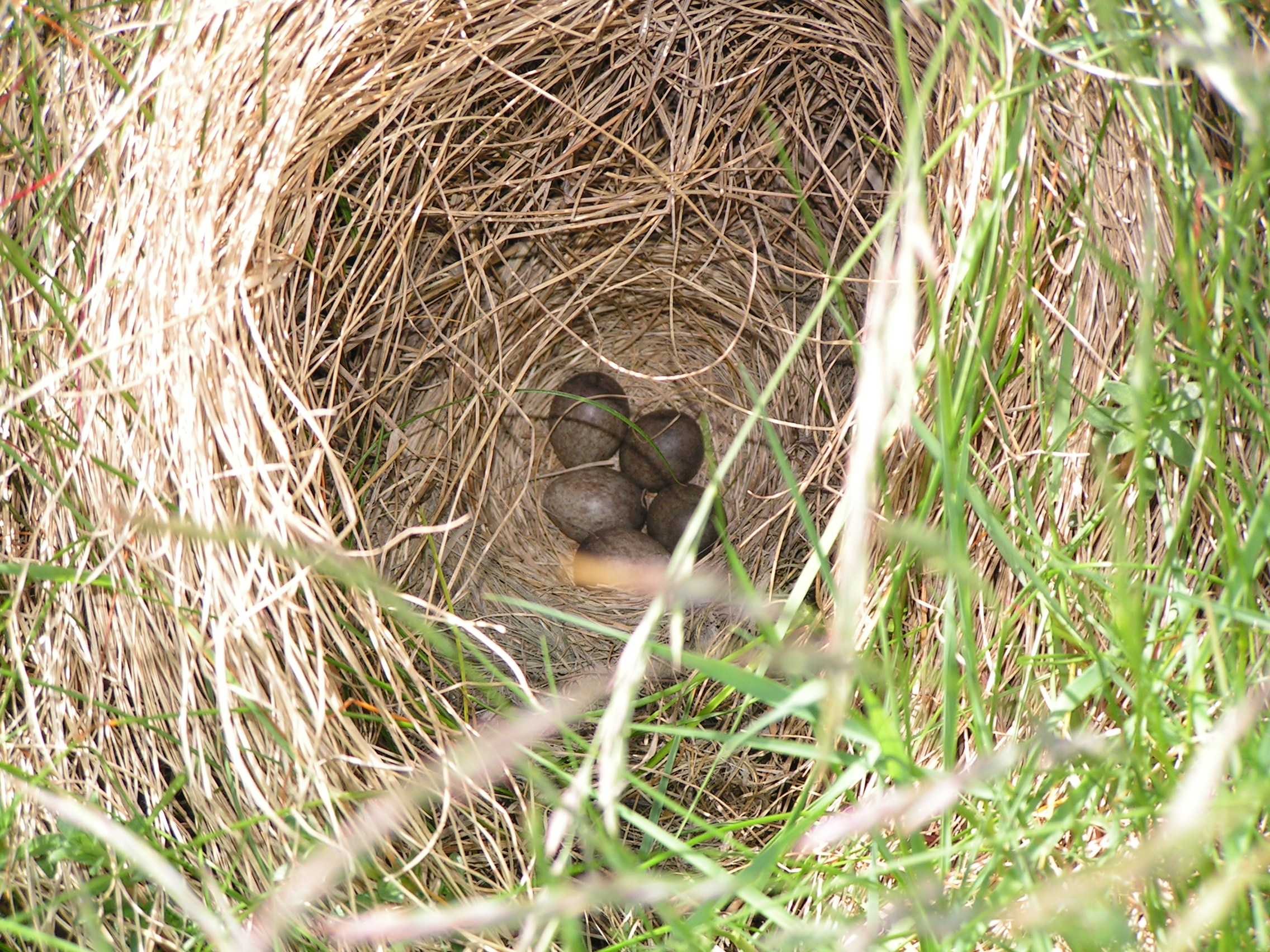
Nest van de veldleeuwerik

## Verspreiding en leefgebied
Deze soort komt algemeen voor in Noord-Afrika, Europa en delen van Azië. In het westen en zuiden van Europa komen ze het hele jaar voor. In het oosten komen ze alleen in het broedseizoen. Ze zijn ingevoerd in Australië en Nieuw-Zeeland. Noordelijke populaties trekken in de winter zuidwaarts.
De soort telt elf ondersoorten:
- A. a. arvensis: noordelijk, westelijk en centraal Europa.
- A. a. sierrae: Portugal en centraal en zuidelijk Spanje.
- A. a. harterti: noordwestelijk Afrika.
- A. a. cantarella: in zuidelijk Europa van noordoostelijk Spanje tot Turkije en de Kaukasus.
- A. a. armenica: van zuidoostelijk Turkije tot Iran.
- A. a. dulcivox: van zuidoostelijk Europees Rusland en westelijk Siberië tot noordwestelijk China en zuidwestelijk Mongolië.
- A. a. kiborti: zuidelijk Siberië, noordelijk en oostelijk Mongolië en noordoostelijk China.
- A. a. intermedia: van het noordelijke deel van Centraal-Siberië tot noordoostelijk China en Korea.
- A. a. pekinensis: noordoostelijk Siberië, Kamtsjatka en de Koerilen.
- A. a. lonnbergi: noordelijk Sachalin.
- A. a. japonica: zuidelijk Sachalin, de zuidelijke Koerilen, Japan en de Riukiu-eilanden.

## Status in Nederland en Vlaanderen
In de jaren 1970 was de veldleeuwerik de meest verspreid voorkomende vogel in Nederland. Een voorzichtige schatting van het aantal broedparen lag tussen de 500.000 en 750.000. Tussen 1960 en 2000 is dit aantal met zeker 90% achteruitgegaan. Volgens SOVON gaat deze achteruitgang gestaag verder met meer dan 5% per jaar in de periode 1990-2007. Rond 2007 broedden er nog ongeveer 60.000 paar in Nederland. Daarna heeft de daling zich voortgezet, in de periode 2018-2020 is het aantal broedparen geschat op 34.000-44.000. Deze leeuwerik is sinds 2004 als gevoelig op de Nederlandse Rode Lijst gezet. De veldleeuwerik staat als kwetsbaar op de Vlaamse Rode Lijst. De veldleeuwerik staat (nog) als niet bedreigd op de internationale Rode Lijst van de IUCN.

De achteruitgang in aantal is vooral merkbaar in agrarisch cultuurland. Veldleeuweriken broeden sinds de jaren 1980 vooral in natuurgebieden zoals heidevelden. Als gevolg van gewijzigd grondgebruik, zoals maïsteelt ter vervanging van graanteelten zoals tarwe en gerst, waterpeilverlaging en hoge maaifrequentie is heel wat open cultuurland ongeschikt als broedgebied geworden. Veldleeuweriken die noordelijker broeden, overwinteren in Nederland in zachte winters. In Nederland broedende vogels overwinteren zuidelijker of ook in het land zelf. Als trekvogel en overwinteraar komt de veldleeuwerik nog in grote aantallen voor.
- Holterberg, Overijssel
- Texel, Noord-Holland
- Texel, Noord-Holland

## Externe links

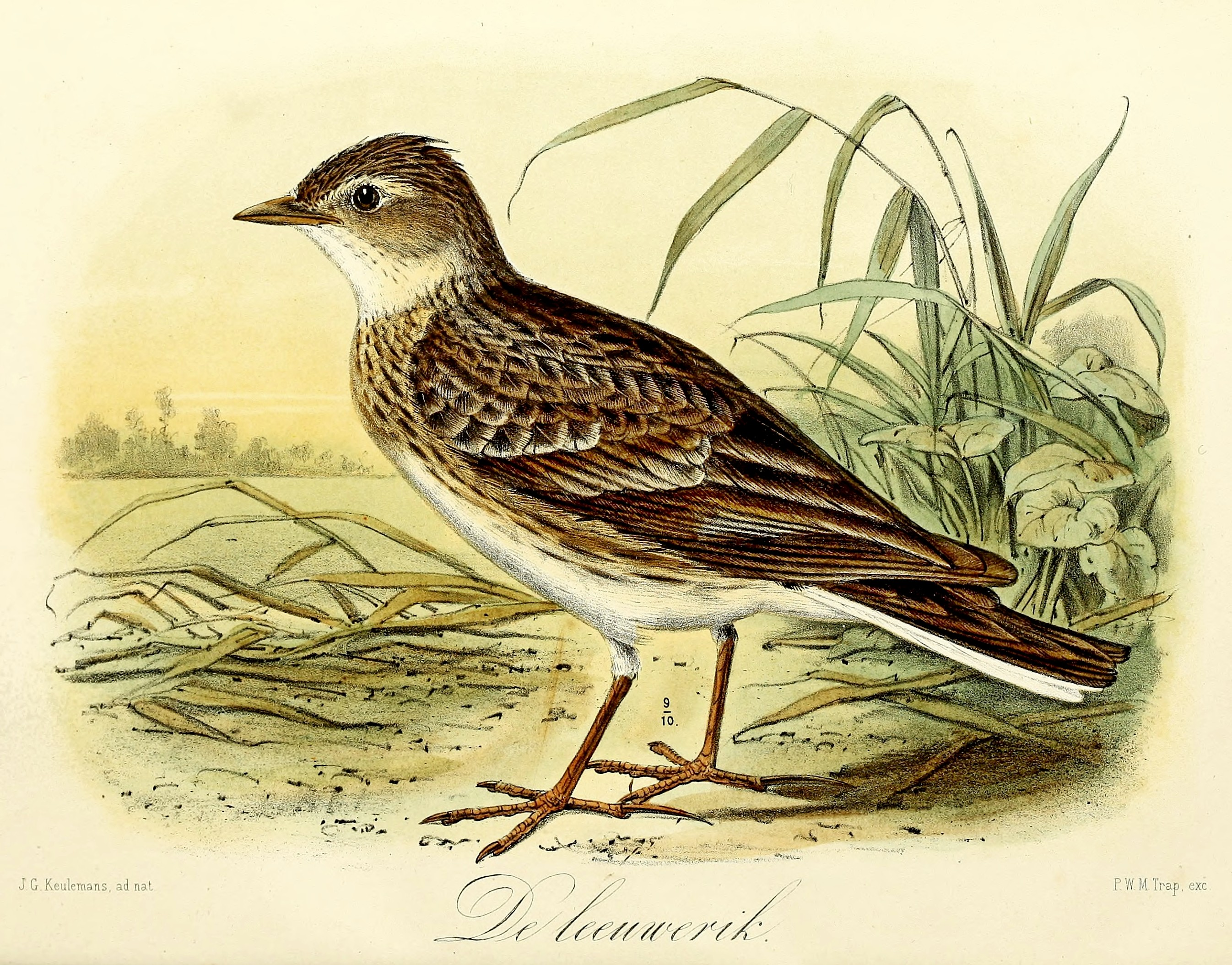
De Leeuwerik
(1869), John Gerrard Keulemans